# Joseph Florimond Loubat
Joseph Florimond, duc (romain) de Loubat, né à New York le 21 janvier 1831 et mort à Paris le 28 février 1927, est un philanthrope franco-américain, connu pour avoir soutenu plusieurs institutions universitaires et scientifiques en Europe et aux États-Unis.

## Un prospère fils de famille
Joseph Loubat est le fils d’Alphonse Loubat (1799-1866), entrepreneur qui fit fortune en développant divers transports urbains, notamment des tramways – à l’origine hippomobiles – à New York et à Paris. Lié à l’Europe et au nouveau monde – sa mère, Suzanne Gaillard, comme ne l’indique pas son nom, est américaine de naissance – Loubat aura tout au long de sa longue vie, à l'exemple de son père, une existence faite de voyages réguliers entre les deux continents.
Élève brillant, bachelier à 16 ans, puis docteur en droit de l’université de Paris, il entre au service des États-Unis, dans la diplomatie, comme secrétaire d’ambassade en Italie. Il rejoint ensuite la France, pays avec lequel il est naturellement proche par ses relations familiales, et devient rapidement un intime du duc de Morny, le demi-frère de Napoléon III, qui réussit dans les premières années du régime à allier avec bonheur la spéculation et la politique. 
À cet instant, secrétaire d’ambassade, il participe à diverses missions, notamment, en 1866, à celle menée par en Russie par l’assistant au secrétaire d’État à la Marine du gouvernement américain, Gustavus Fox tout en jouant, quelques mois plus tard, un rôle dans l’organisation de l’Exposition Universelle de 1867. Nommé par le gouvernement américain, il fait ainsi partie du groupe des commissaires chargés d’organiser la participation des États-Unis à cette manifestation.

## Un philanthrope au service de la culture américaine
Après la chute de l’Empire, Loubat s’intéresse, en ne connaissant aucune difficulté d’existence du fait de ses confortables revenus, à de nombreux sujets scientifiques auxquels ses moyens matériels donnent immédiatement une dimension singulière. En 1878, à la suite de l’Exposition universelle, la création à Paris d’un musée d’ethnographie avait été envisagée par Ernest Hamy, afin de rassembler de multiples collections éparses sur un sujet alors en pleine expansion. En 1880, Jules Ferry signe l'arrêté qui crée le musée du Trocadéro, œuvre qui profite largement des libéralités de Joseph Loubat et à laquelle succédera en 1937 le musée de l'Homme fondé par Paul Rivet.
Joseph Loubat commence alors à distribuer sa fortune au bénéfice de nombreuses fondations culturelles et scientifiques - en premier lieu la Société des américanistes de Paris créée en 1895 - ainsi qu’à des projets plus spécifiques qui conservent encore leurs effets. Il finance ainsi d’onéreuses copies de codex pré-colombiens détenus par les universités étrangères afin de donner aux chercheurs la possibilité de travailler ces sources. Il fonde des chaires d’enseignement sur l'histoire américaine dont il assure les émoluments, ainsi au Collège de France en 1902, à l'université de Berlin - poste attribué à la création en 1894 à Eduard Seler - et enfin à l'université de New-York. De plus, il invente plusieurs prix qui permettent, jusqu'à aujourd’hui, de récompenser les spécialistes reconnus de l’histoire ethnographique américaine.
Inséparables d'une personnalité ambiguë, Loubat ne refuse pas les honneurs qui découlent d'un sens philanthropique très affiché. Fait comte par le pape en 1888, ses libéralités auprès du Saint-Siège lui valent ensuite la reconnaissance du souverain pontife, Léon XIII, qui lui décerne en 1893 le titre de duc sous lequel il est à présent connu. Il avait pour blason : d'azur au lion rampant d'or surmonté de deux fleurs de lys d'argent.

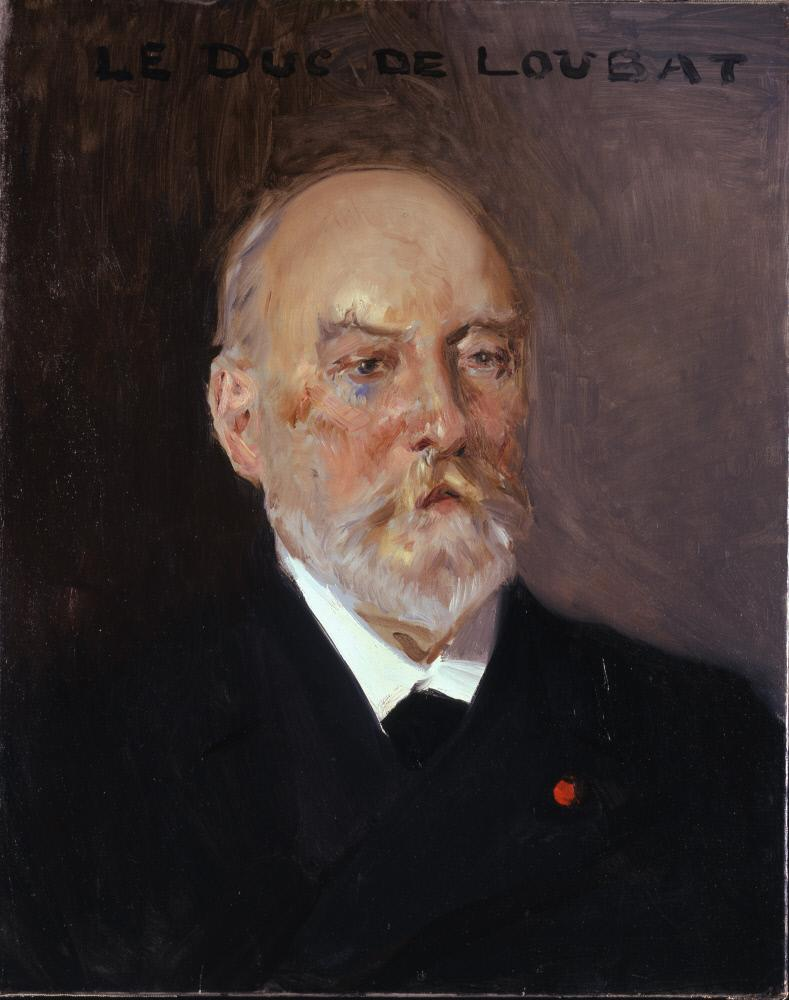
Joseph Florimond, Duque de Loubat, 1910
Joaquín Sorolla
The Hispanic Society of America, New York

Resté lié à sa ville natale, notamment Broadway où il possède de nombreuses propriétés, il décide, après expertise, de les offrir à l’université Columbia à la condition généreuse que celle-ci lui attribue à vie une rente égale à la moitié de celle permise par le marché. Ce don, très important, permettra à la faculté new-yorkaise de se développer d'une manière décisive.
Couvert de décorations, de distinctions diverses et au centre d'un réseau relationnel étendu, tout en ayant conservé jusqu’au bout la nationalité américaine, Loubat meurt fort âgé à Paris, dans son hôtel du 53 rue Dumont-d'Urville, le 1er mars 1927, avant d’être inhumé dans le cimetière de Passy.

## Publications
- The Medallic History of the United States of America, 1776-1876, New York, The author, 1878
- Narrative of the mission to Russia, in 1866, of the hon. Gustavus Vasa Fox. From the journal and notes of J. F. Loubat, edited by John D. Champlin, jr., New York : D. Appleton, 1879
- Le Duc de Loubat, 1831-1894, Paris : Typ. Chamerot et Renouard, 1894
- A Yachtsman's Scrapbook, or the Ups and Downs of Tacht Racing, edited by J. F. Loubat, New York : Brentano Brothers, 1887

## Sources
- « Joseph-Florimond, duc de Loubat », Journal de la Société des américanistes, année 1927, vol. 19, no 1, p. 383-385
- (en) « Duke de Loubat Dies at Age of 96 », New York Times, 2 March 1927.